# Melvina
Melvina is een plaats (village) in de Amerikaanse staat Wisconsin, en valt bestuurlijk gezien onder Monroe County.

## Demografie
Bij de volkstelling in 2000 werd het aantal inwoners vastgesteld op 93. In 2006 is het aantal inwoners door het United States Census Bureau geschat op 88, een daling van 5 (-5,4%).

## Geografie
Volgens het United States Census Bureau beslaat de plaats een oppervlakte van 1,2 km², geheel bestaande uit land. Melvina ligt op ongeveer 263 m boven zeeniveau.

## Plaatsen in de nabije omgeving
De onderstaande figuur toont nabijgelegen plaatsen in een straal van 20 km rond Melvina.